# هاکلیف
هاکلیف (به انگلیسی: Hockliffe) یک روستا و محله مدنی در بریتانیا است که در Central Bedfordshire واقع شده‌است. هاکلیف ۷۷۰ نفر جمعیت دارد.